# Faste Batteri
Faste Batteri var en militær installation på Islands Brygge på den nordlige del af Amager. Installationen blev bygget i 1765-1770, som øvested for forsvaret. Anlæggget var ikke en del af Københavns befæstning. På byggetidspunktet lå anlægget ved kysten. 
Anlægget blev revet ned i 1947, og kun en smule af volden og kanalen blev tilbage. Det øvrige blev enten opfyldt eller opgravet. I 1974 blev det fredet som fortidsminde. I forbindelse med metrobyggeriet i 2002 blev området gravet op og senere reetableret.

## Eksterne link
- Info om Faste Batteri (Webside ikke længere tilgængelig)
- www.kobenhavnshistorie.dk Arkiveret 19. juli 2011 hos  Wayback Machine

|  | Denne artikel om lokaliteten Faste Batteri kan blive bedre, hvis der indsættes et (bedre) billede. Du kan hjælpe ved at afsøge Wikimedia Commons for et passende billede eller lægge et op på Wikimedia Commons med en af de tilladte licenser og indsætte det i artiklen. |

55°39′52″N 12°35′11″Ø / 55.66444°N 12.58639°Ø